# Voegloos spoor

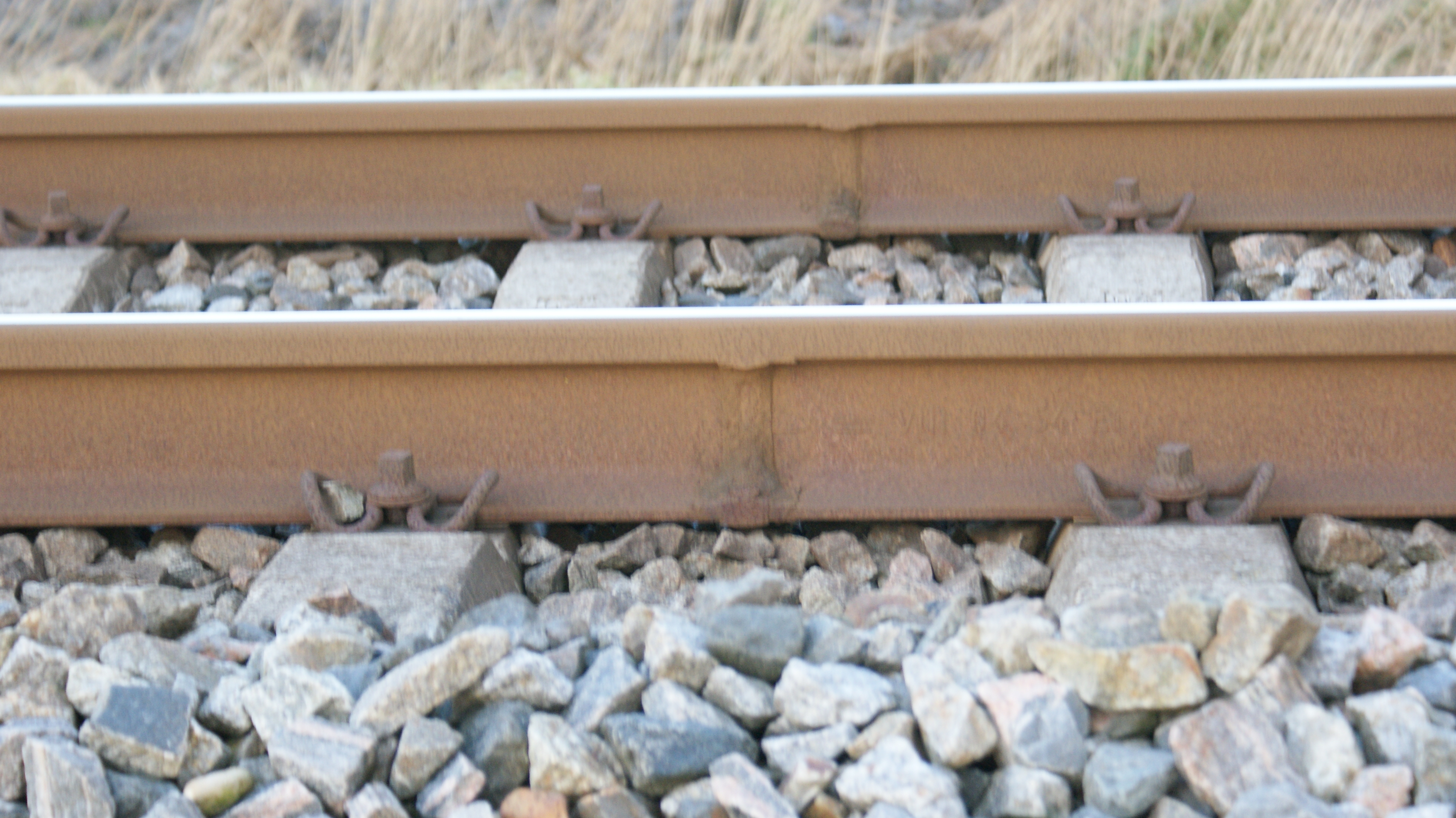
Een las in voegloos spoor

Men spreekt van voegloos spoor of langgelast spoor als de rails van een spoorweg over grote lengtes met de kopse zijden aan elkaar zijn gelast.
Voordelen van voegloos spoor boven spoor met voegen zijn een beter reizigerscomfort door minder geluid en minder trillingen in de trein, minder geluidsoverlast voor de omgeving, minder slijtage van de trein en het vraagt minder onderhoud van de spoorbaan.

## Voegenspoor
Bij spoor met voegen, voegenspoor, zijn de spoorstaven tot ongeveer dertig meter lang en aan elkaar verbonden met verbindingsplaten: lasplaten in spoorjargon. Bij deze verbindingen liggen de spoorstaven niet met de koppen tegen elkaar aan. Er wordt een kleine ruimte, een dilatatievoeg of compensatielas opengelaten. Voegen geven de rails de mogelijkheid te krimpen en uit te zetten bij temperatuurwisselingen. Door dagelijks krimpen en uitzetten van de rails kunnen deze in de lengterichting gaan opschuiven, waardoor de breedte van de voegen te groot of te klein wordt. Het onderhoud waarbij de spoorstaven weer teruggeschoven worden zodat de juiste voegbreedtes weer ontstaan wordt 'het regelen van spoorstaven' genoemd.

## De spoorconstructie
Omdat voegloos spoor, behalve aan de uiteinden, niet in de lengte kan krimpen of uitzetten treden er mechanische spanningen op door temperatuurverschillen van de rails. Als de rails warmer zijn ontstaat er drukspanning, zijn de rails kouder dan ontstaat trekspanning. Het gaat om spanningen van honderden kilonewton (tientallen tonnen) per rail. De spoorconstructie moet deze spanningen opvangen. Goed aangelegd voegloos spoor is spanningsloos bij 25 °C. Deze waarde wordt periodiek gecontroleerd.
Bij drukspanning krijgen de rails de neiging om te knikken. Er kunnen dan slingers, spoorspattingen, in de rails ontstaan. Spoorspattingen veroorzaken ontsporingen. De spoorconstructie moet voldoende zijdelingse weerstand hebben om spoorspattingen te voorkomen. Voor het ballastbed wordt gebroken steen gebruikt, steenslag, in plaats van grind. Door de ballast aan te trillen (te verdichten) kan de weerstand van het ballastbed verder worden vergroot.
Er worden dwarsliggers van beton gebruikt. Het grotere gewicht van betonnen dwarsliggers geeft extra zijdelingse weerstand. Omdat betonnen dwarsliggers minder bewegingen dempen dan houten dwarsliggers worden hogere eisen gesteld aan het ballastbed en aan de bevestiging van de rails aan de dwarsliggers. Het ballastbed moet wat hoger zijn, ook omdat betonnen dwarsliggers wat hoger zijn dan die van hout. Voor de bevestiging van de rails gebruikt men elastische (verende) klemmen. Het voordeel van elastische klemmen is dat de klemkracht waarmee de rail aan de dwarsligger verbonden wordt in stand blijft, ook na enige slijtage. Voldoende klemkracht is noodzakelijk voor het opvangen van de druk- en trekkrachten van voegloos spoor. Een goede klemming draagt ook bij aan weerstand tegen vervorming van het spoor, wat op zijn beurt weer bijdraagt aan de zijdelingse weerstand.

## Voegen in voegloos spoor

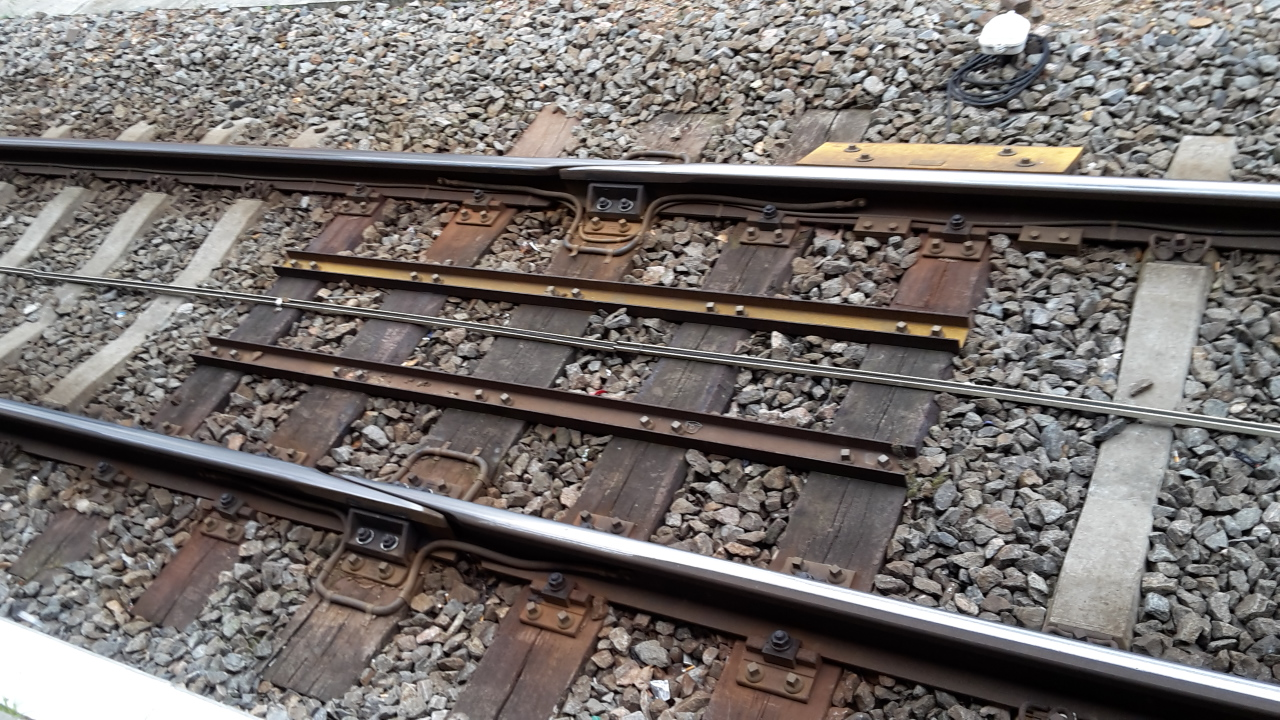
Schuin aangebrachte compensatielas in voegloos spoor. De biels zijn met twee U-profielen aan elkaar gekoppeld om meer weerstand te bieden tegen het verschuiven van de biels in de lengterichting van het spoor.

Op sommige plaatsen is het niet mogelijk of niet gewenst om de krachten van het krimpen en uitzetten van voegloos spoor op te vangen. Op die plaatsen moeten dan toch dilatatievoegen aangebracht worden. In veel gevallen zijn de bewegingen dan te groot. Die beweging is te groot om met een voeg dwars op de rail op te vangen. Daarom wordt aan het uiteinde van een voegloos spoor een schuine voeg toegepast. Door de voeg schuin te maken kan een veel grotere beweging worden opgevangen. Plaatsen waar dit voorkomt zijn:
- Aan de uiteinden van langgelaste spoorrails. Deze uiteinden hebben over een lengte van zestig tot zeventig meter toch de mogelijkheid om te krimpen en uit te zetten als gevolg van temperatuurwisselingen.
- De overgang van de aardebaan naar een kunstwerk, of de overgang van het ene kunstwerk op het andere kunstwerk.[1]
- Bij de overgang naar wissels, voor zover de wissels zelf niet voegloos zijn.

## Geluidsreductie

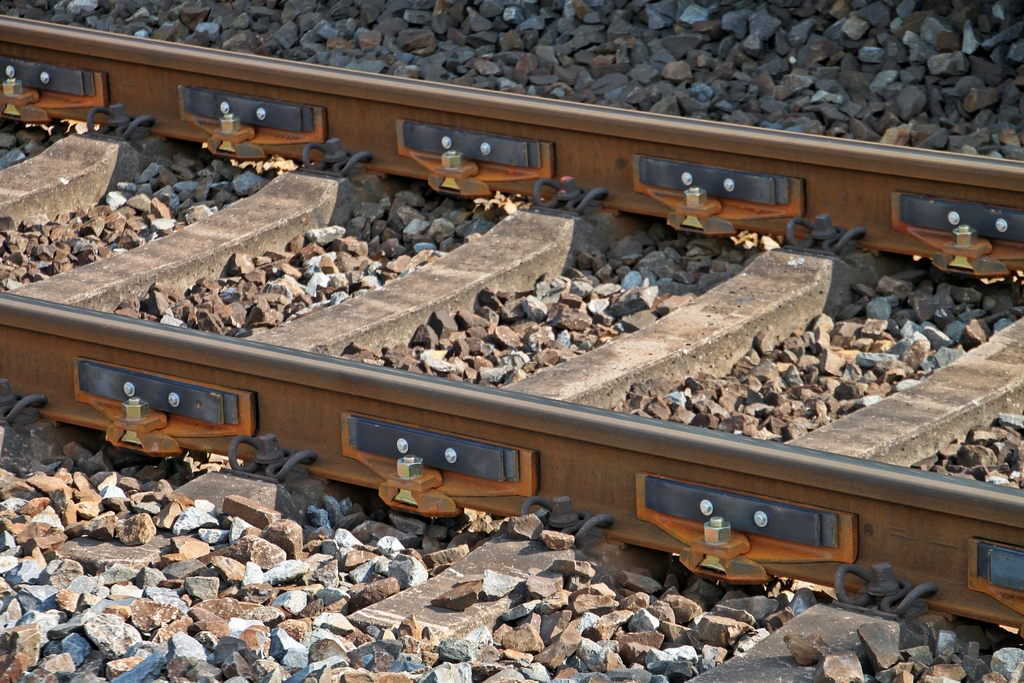
Raildempers aan rails bij Rathen, spoorlijn Dresden – Děčín

Voegloos spoor geeft minder geluidsoverlast dan spoor met voegen. Door het ontbreken van de voegen is het ‘kedeng-kedeng’-geluid niet meer te horen. Voegloos spoor op betonnen dwarsliggers geeft minder geluidsoverlast dan op houten dwarsliggers. Langgelaste rails kunnen wel meer trillen, wat hoorbaar is als een zingend geluid. Om deze vorm van geluidsoverlast te verminderen kunnen raildempers worden aangebracht. Ze worden dan aan beide zijden van het lijf bevestigd. Ze absorberen trillingen en dempen het geluid met ongeveer 3 dB(A).

## Lastechnieken
Er worden twee lastechnieken gebruikt om spoorstaven in grote lengten aan elkaar te lassen: afbrandstuiklassen, in België boogvlamstuiklassen genoemd, en thermietlassen. Daarnaast bestaat er een elektrische scheidingslas, dat is een las waarbij de uiteinden van de spoorstaaf ten opzichte van elkaar elektrisch geïsoleerd zijn.

### Afbrandstuiklas, boogvlamstuiklas of vonkstuiklas

Animatie van het afbrandstuiklasproces

Afbrandstuiklassen, boogvlamstuiklassen of vonkstuiklassen vereist de meest omvangrijke apparatuur. De methode is snel en levert de sterkste lassen op. Er gaan enkele centimeters rail verloren en er wordt geen materiaal toegevoegd.
Twee aan elkaar te lassen rails of spoorstaven worden uitgelijnd, dat wil zeggen dat ze precies in elkaars verlengde worden gesteld. Vervolgens worden de uiteinden van de rails tegen elkaar geplaatst en wordt er een lage elektrische spanning op gezet, minder dan tien volt. Doordat de tegen elkaar geplaatste rails goed geleiden ontstaat er een grote stroom, meer dan duizend ampère. Zodra de stroom is ingeschakeld worden de rails enige millimeters uit elkaar getrokken. De stroom blijft lopen via een vlamboog die dan ontstaat. Er wordt een brandbaar gas, bijvoorbeeld aardgas, tussen de uiteinden van de rails geblazen. Dit verbrandt en neemt daardoor de zuurstof weg. Zo wordt oxidatie van de railuiteinden voorkomen. De stroom ondervindt weerstand in de vlamboog waardoor veel warmte vrij komt. De uiteinden van de rails worden daardoor zo heet dat ze kneedbaar worden. Als ze heet genoeg zijn worden de rails gestuikt ofwel met de uiteinden krachtig tegen elkaar gedrukt. De las ontstaat doordat de kneedbare uiteinden van de rails dan aan elkaar vloeien. Daarbij ontstaat een uitstulping ter plaatse van de las. Deze uitstulping wordt weggeschraapt als het metaal nog enigszins kneedbaar is. Bij elke las gaan er daardoor enkele centimeters rail verloren. Als de las is afgekoeld, wordt de kop van de rail exact in vorm geslepen, zodat de las niet merkbaar is als treinen er over rijden.
Vanwege de benodigde apparatuur wordt deze vorm van lassen meestal in speciale werkplaatsen gedaan, in een spoorstaaflasinrichting. In Nederland is er een op de stapelplaats Crailoo, in België in Schaarbeek. Op deze wijze worden rails tot lengtes van bijvoorbeeld 360 meter aan elkaar gelast. Ze worden met een speciale werktrein, een robeltrein, naar de plaats van de spoorwerkzaamheden vervoerd.
Het is tegenwoordig ook mogelijk om een afbrandstuiklas ter plaatse te maken. De lasapparatuur wordt dan met een kraan verplaatst.

### Thermietlas

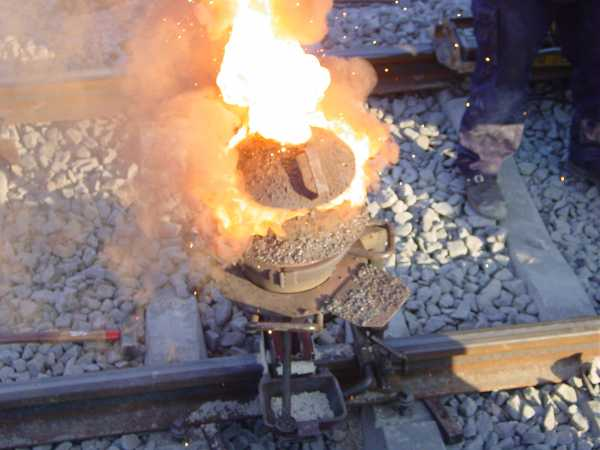
Thermietlassen van spoorrails

Als er op een locatie slechts enkele lassen hoeven worden gemaakt kiest men vaak voor thermietlassen. De apparatuur voor deze lastechniek is minder omvangrijk dan die voor boogvlamstuiklassen. Er gaat nauwelijks of geen raillengte verloren.
Thermietlassen wordt ook wel exothermisch lassen of aluminothermisch lassen genoemd. Er wordt een mal om de twee aan elkaar te lassen spoorstaven bevestigd, erboven bevindt zich het reservoir dat gevuld wordt met ijzeroxide en aluminiumpoeder. Dit wordt met een brander aangestoken. waardoor een chemische reactie ontstaat die zeer veel warmte produceert. Wat er overblijft is hoofdzakelijk vloeibaar ijzer, dat naar beneden loopt en zich in de mal met het ijzer van de spoorstaven vermengt.

### Elektrische scheidingslas
Ten behoeve van de treindetectie, dat belangrijk is voor de spoorwegbeveiliging, worden er elektrische scheidingslassen toegepast. Dat zijn lassen waarbij de uiteinden van de spoorstaven elektrisch van elkaar gescheiden zijn. In voegloos spoor moeten deze lassen de trek- en drukkrachten kunnen weerstaan die optreden door verschillen in de buitentemperatuur. Om deze lassen voldoende sterk te maken worden ze in de fabriek onder laboratoriumomstandigheden gemaakt. Aan beide zijden van de elektrische scheidingslas worden enkele meters spoorstaaf meegeleverd. Deze elektrische scheidingslassen plus enkele meters spoorstaaf worden dan in de baan geplaatst met behulp van twee thermietlassen of twee afbrandstuiklassen.

## Ontwikkeling

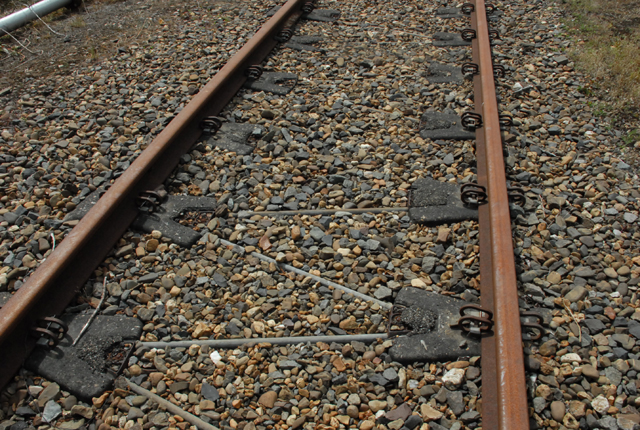
Zigzagspoor in een ballastbed van grind

Het eerste voegloos spoor werd vanaf 1950 aangelegd. Vanaf de jaren zeventig werd het spoorwegnet op grote schaal voegloos gemaakt. Aanvankelijk gebruikte men betonnen dwarsliggers die met een zigzagpatroon aan elkaar verbonden werden. Het onderhoud van deze constructie was duur, met name doordat het vervangen van één of enkele dwarsliggers veel werk vergde.
In zigzagspoor ontstonden regelmatig klappers. Klappers zijn dwarsliggers die niet op het ballastbed rusten. Er is dan ruimte tussen de onderzijde van de dwarsligger en het ballastbed. Elke as van passerende treinen beweegt de dwarsligger naar beneden zodat de dwarsligger op het ballastbed 'klapt'. De ruimte onder de dwarsligger wordt daardoor groter. Doordat betonnen dwarsliggers dikker zijn dan houten en daardoor het ballastbed onder de betonnen dwarsliggers dunner was, gingen klappers vaak gepaard aan het ontstaan van een modderige substantie onder de klappers, waardoor bij nat weer veel modder rond klappers opspatte. Veel klappers waren daardoor goed zichtbaar. Het feit dat beton minder beweging kan absorberen dan hout droeg bij aan het ontstaan van klappers. Het probleem van klappers werd verholpen door het ballastbed zoveel te verhogen dat er minimaal dertig centimeter ballast onder de spoorbiels was, en door maatregelen te nemen tegen van vermenging van het ballastbed met de aarde eronder.
Ondanks de oplossing van het probleem van de klappers bleven aanleg en onderhoud van zigzagspoor kostbaar. Het doel van het zigzagspoor was genoeg zijdelingse weerstand te bieden tegen de neiging van voegloos spoor om bij warm weer spoorspattingen te vormen. In plaats van zigzagspoor met grind bleek het gebruik van steenslag als ballastmateriaal, in plaats van grind, ook te voldoen. Ook bij gebruik van houten dwarsliggers bleek dit ballastmateriaal voldoende zijdelingse weerstand te bieden om knikken tegen te gaan. Uiteindelijk kregen betonnen dwarsliggers de voorkeur, want zij hebben een langere levensduur, spoor op betonnen dwarsliggers maakt minder geluid en geeft ook voldoende zijdelingse weerstand bij het gebruik van sterkere en zwaardere rails.